# Sumpsporrgök
Sumpsporrgök (Centropus cupreicaudus) är en fågel i familjen gökar inom ordningen gökfåglar.

## Utseende och läte
Sumpsporrgöken är en mycket stor sporrgök med kraftig näbb. Huvudet och stjärten verkar vanligen svart, men kan uppvisa en koppar- eller purpurglans i vissa vinklar. Arten är mycket lik blåhuvad sporrgök, men de överlappar knappt i utbredningsområde. Sumpsporrgöken är större utan blåaktig glans på hjässan. Lätet består av en långsam, djup, fallande och accelerande serie. 

## Utbredning och systematik
Fågelns utbredningsområde sträcker sig från Angola till södra Demokratiska republiken Kongo, Zambia, Zimbabwe, Tanzania och Malawi. Den delas in i två underarter med följande utbredning:
- Centropus cupreicaudus songweensis – förekommer i södra Tanzania
- Centropus cupreicaudus cupreicaudus – förekommer från södra Demokratiska republiken Kongo och sydvästra Tanzania till Angola, norra Botswana och Malawi

## Levnadssätt
Sumpsporrgöken hittas i täta våtmarker, framför allt med tillgång på papyrus. Fågeln är rätt tillbakadragen, men kan ibland ses i det öppna.

## Status
Arten har ett stort utbredningsområde och beståndet anses stabilt. Internationella naturvårdsunionen IUCN listar den därför som livskraftig (LC).